# Marta Burgay
Marta Burgay (Torino, 30 novembre 1976) è un'astrofisica italiana.
Ricercatrice presso l'Osservatorio astronomico di Cagliari, nel 2003, insieme con i colleghi Andrea Possenti e Nichi d'Amico, ha rivelato l'esistenza della prima pulsar doppia. Ha fatto parte del team che ha scoperto per la prima volta la sorgente di un FRB.

## Biografia
Nel 1995 ha conseguito il diploma di maturità classica ad Aosta, nel 2000 si è laureata con lode in Astronomia presso l'Università degli studi di Bologna, dove nel 2004 ha conseguito la qualifica di dottore. Pochi mesi dopo diventa ricercatrice presso l'Osservatorio Astronomico di Cagliari.
Fa parte del gruppo internazionale PulSE (Pulsar Science in Europe), insignito del premio Descartes 2005 "Excellence in scientific collaborative research".
Ha firmato articoli su riviste scientifiche tra cui "Nature" e "Science" ("A Double-Pulsar System - A rare Laboratory for Relativistic Gravity and Plasma Physics")

## La scoperta
Ha scoperto la PSR J0737-3039 (nella costellazione della Poppa distante circa 2000 anni luce dal sistema solare), una doppia pulsar, ovvero due stelle di neutroni molto piccole con appena qualche chilometro di diametro. Le loro caratteristiche principali sono la densità e la loro pulsazione. Queste due pulsar sono molto vicine e orbitano una intorno all'altra in sole 2,4 ore.
Tale scoperta non è stata immediata: in un primo momento si pensava che la pulsar individuata ruotasse intorno ad una stella di neutroni "normale". Questo primo rilevamento è stato segnalato dalla rivista "Nature" per le implicazioni nel campo delle verifiche sperimentali della teoria della relatività generale. Solo in un secondo momento, la stessa squadra di persone, nel corso di osservazioni più dettagliate, si è resa conto di aver individuato il primo sistema doppio di pulsar in cui le due stelle erano gravitazionalmente legate tra di loro.

## Riconoscimenti
- Nel 2005 ha ricevuto il premio Pietro Tacchini[3].
- Nel 2006 le è stato assegnato l'IUPAP Young Scientist Prize in Astrophysics[4].
- Nel 2006 le è stato attribuito il 'SIGRAV Prizes[5].
- Nel 2010 le è stata conferita la Professor M. K. Vainu Bappu Gold Medal[6].
- Nel 2010 ha ricevuto il Premio Brian Geoffrey Marsden[7].
- Nel 2011 le è stato assegnato il Special award to Young talents (Research)[8].
- Nel 2014 è stata insignita della Chevaliers de l'Autonomie[9].
- Nel 2015 ha ricevuto il premio Donna Sarda 2015[10].
- Nel 2017 le è stato dedicato un asteroide, 198634 Burgaymarta[11].